# Лабат, Флоренсия
Мария Флоренсия Лабат (исп. María Florencia Labat; род. 12 июня 1971, Буэнос-Айрес) — аргентинская профессиональная теннисистка. Чемпионка мира 1989 года среди девушек по версии ITF, чемпионка Панамериканских игр 1995 года в одиночном разряде, рекордсменка сборной Аргентины по продолжительности выступлений и числу побед в Кубке Федерации.

## Игровая карьера
В конце 1987 года Флоренсия Лабат стала победительницей престижного юношеского турнира Orange Bowl в возрастной категории до 16 лет. Тогда же она завоевала свой первый взрослый титул, выиграв турнир женского цикла ITF в Буэнос-Айресе в паре с Федерикой Хаумюлер, а осенью следующего года дважды победила в турнирах этого же уровня уже в одиночном разряде.
В 1989 году 17-летняя Лабат добралась до четвертьфинала Открытого чемпионата Франции среди девушек, проиграв там Дженнифер Каприати, а вскоре после 18-летия стала полуфиналисткой Открытого чемпионата США среди девушек, где уступила Рейчел Маккуиллан. Хотя на счету Лабат не было побед в турнирах Большого шлема, по итогам сезона она была объявлена ITF первой ракеткой мира среди девушек. Во взрослых турнирах ITF в этом году на её счету были два титула в одиночном и три в парном разряде, а на более высоких уровнях она добилась выхода в четвертьфинал турниров WTA в Аркашоне (проиграв 26-й ракетке мира Барбаре Паулюс) и Финиксе и во второй круг взрослого Открытого чемпионата США (после победы в первом круге над 17-й ракеткой мира Катариной Линдквист). В октябре она провела свой первый матч за сборную Аргентины в Кубке Федерации, проиграв в паре с Мерседес Пас Мануэле и Катерине Малеевым из команды Болгарии.
1990 год Лабат уже полностью проводила в турнирах WTA, добравшись до своего первого финала на этом уровне в парном разряде в июле в Палермо, а в апреле 1991 года завоевала свой первый чемпионский титул в Таранто. Всего за 1991 и 1992 годы Лабат выиграла в парном разряде пять турниров WTA низких категорий. В одиночном разряде лучших результатов она добивалась на Открытом чемпионате США: в 1991 году ей удалось обыграть двух соперниц из Top-20 рейтинга (посеянную по 14-м номером Натали Тозья, а затем Эми Фрейзер) перед вылетом в третьем круге, а в 1992 году после победы над 19-й ракеткой мира Амандой Кётцер она вышла в четвёртый круг, где её продвижение остановила занимавшая второе место в рейтинге Штеффи Граф. 1992 год Лабат закончила на непосредственных подступах к Top-50 рейтинга в одиночном и парном разрядах.
1993 год был ознаменован для Лабат первым финалом турнира WTA в одиночном разряде (на Открытом чемпионате Бразилии, где её обыграла первая ракетка турнира Сабина Хак, а также выходом со сборной Аргентины в полуфинал Мировой группы Кубка Федерации. В четвертьфинальном матче с командой США Лабат принесла своей сборной решающее очко, обыграв Лори Макнил 5-7, 6-3, 6-0 и обеспечив аргентинкам досрочную победу после того, как Инес Горрочатеги победила Линдсей Дэвенпорт. За первую половину 1994 года Лабат трижды побывала в финалах турниров WTA в одиночном разряде, ни разу, впрочем, не добившись в них победы, а на Уимблдонском турнире вышла в четвёртый круг, в первом матче обыграв Хак, к тому моменту занимавшую в рейтинге 15-е место. Хотя во второй половине сезона она почти не выступала, к сентябрю ей удалось достичь 26-го места в рейтинге — самого высокого за карьеру.
В 1995 году, после раздела Мировой группы Кубка Федерации на две, Лабат помогла своей сборной сначала обыграть во II Мировой группе команду Индонезии, а затем с сухим счётом разгромить в переходном матче за право выступать в высшем эшелоне австралиек. На Панамериканских играх в Мар-дель-Плата она завоевала золотую медаль в одиночном разряде, обыграв в финале американку Энн Гроссман со счётом 6-3, 6-3. В июле 1996 года в Палермо она вышла в первый за три года финал турнира WTA в парном разряде и после двух лет перерыва закончила сезон в числе ста лучших парных игроков мира; на следующий год финалов было уже три, хотя ни один не принёс Лабат титула; первый титул за почти шесть лет Лабат в паре с бельгийкой Доминик ван Рост завоевала лишь в мае 1998 года на Открытом чемпионате Испании в Мадриде. Перед этим в Риме ван Рост и Лабат обыграли на пути в полуфинал одну из лучших пар мира — Каролин Вис-Яюк Басуки. В одиночном разряде в эти годы Лабат продолжала удерживаться в первой сотне рейтинга, не добиваясь при этом громких успехов. Её лучшими результатами были выход в четвёртый круг Открытого чемпионата США в 1997 году (где она проиграла первой ракетке мира Мартине Хингис) и победа на Открытом чемпионате Канады 1998 года над десятой ракеткой мира Патти Шнидер.
В 1999 году Лабат показала свой лучший результат в турнирах Большого шлема, пробившись с ван Рост в четвертьфинал Открытого чемпионата Австралии после победы над посеянными под пятым номером Еленой Лиховцевой и Ай Сугиямой. После этого Лабат поднялась в парном рейтинге до 27-го места. Однако на следующих двух турнирах Большого шлема бельгийско-аргентинская пара выбывала из борьбы уже в третьем круге и после Уимблдона распалась. После этого, осенью 1999 года и в 2000 году, Лабат ещё три раза выходила в финалы турниров WTA, в последнем из них завоевав свой седьмой титул на этом уровне. Последним турниром в карьере Лабат стали осенью 2000 года Олимпийские игры в Сиднее, где она проиграла в первом круге нидерландской теннисистке Мириам Ореманс.

## Место в рейтинге в конце сезона
| Разряд           | 1988 | 1989 | 1990 | 1991 | 1992 | 1993 | 1994 | 1995 | 1996 | 1997 | 1998 | 1999 |
| ---------------- | ---- | ---- | ---- | ---- | ---- | ---- | ---- | ---- | ---- | ---- | ---- | ---- |
| Одиночный разряд | 288  | 77   | 102  | 56   | 52   | 51   | 38   | 56   | 42   | 39   | 64   | 116  |
| Парный разряд    |      | 138  | 109  | 68   | 52   | 52   | 134  | 125  | 88   | 49   | 39   | 46   |

## Финалы турниров WTA за карьеру

### Одиночный разряд (0-4)
| Легенда            |
| ------------------ |
| Большой шлем (0)   |
| Финал тура WTA (0) |
| I категория (0)    |
| II категория (0)   |
| III категория (5)  |
| IV категория (13)  |
| V категория (3)    |

| Результат | №  | Дата            | Турнир                                | Покрытие | Соперница в финале | Счёт в финале |
| --------- | -- | --------------- | ------------------------------------- | -------- | ------------------ | ------------- |
| Поражение | 1. | 25 октября 1993 | Открытый чемпионат Бразилии, Куритиба | Грунт    | Сабина Хак         | 2-6, 0-6      |
| Поражение | 2. | 3 января 1994   | Брисбен, Австралия                    | Хард     | Линдсей Дэвенпорт  | 1-6, 6-2, 3-6 |
| Поражение | 3. | 18 апреля 1994  | Сингапур                              | Хард     | Наоко Савамацу     | 5-7, 5-7      |
| Поражение | 4. | 25 апреля 1994  | Джакарта, Индонезия                   | Хард     | Яюк Басуки         | 4-6, 6-3, 6-7 |

### Парный разряд (7-10)
| Результат | №   | Дата            | Турнир                                 | Покрытие | Партнёрша        | Соперницы в финале                 | Счёт в финале  |
| --------- | --- | --------------- | -------------------------------------- | -------- | ---------------- | ---------------------------------- | -------------- |
| Поражение | 1.  | 9 июля 1990     | Палермо, Италия                        | Грунт    | Барбара Романо   | Лаура Гарроне Карн Кшвендт         | 2-6, 4-6       |
| Победа    | 1.  | 29 апреля 1991  | Таранто, Италия                        | Грунт    | Алексия Дешон    | Лаура Голарса Энн Гроссман         | 6-2, 7-5       |
| Победа    | 2.  | 21 октября 1991 | Дорадо, Пуэрто-Рико                    | Хард     | Рика Хираки      | Сабин Аппельманс Камилла Бенджамин | 6-3, 6-3       |
| Победа    | 3.  | 6 июля 1992     | Открытый чемпионат Австрии, Кицбюэль   | Грунт    | Алексия Дешон    | Аманда Кётцер Вильтруд Пробст      | 6-3, 6-3       |
| Победа    | 4.  | 20 июля 1992    | Сан-Марино                             | Грунт    | Алексия Дешон    | Лаура Гарроне Сандра Чеккини       | 7-66, 7-5      |
| Победа    | 5.  | 24 августа 1992 | Скенектади, США                        | Хард     | Алексия Дешон    | Шаннан Маккарти Джинджер Хелгесон  | 6-3, 1-6, 6-2  |
| Поражение | 2.  | 26 июля 1993    | Сан-Марино                             | Грунт    | Барбара Риттнер  | Патрисия Тарабини Сандра Чеккини   | 3-6, 2-6       |
| Поражение | 3.  | 23 августа 1993 | Скенектади                             | Хард     | Барбара Риттнер  | Рейчел Маккуиллан Клаудиа Порвик   | 6-4, 4-6, 2-6  |
| Поражение | 4.  | 15 июля 1996    | Палермо (2)                            | Грунт    | Барбара Риттнер  | Жанетта Гусарова Барбара Шетт      | 1-6, 2-6       |
| Поражение | 5.  | 16 июня 1997    | Росмален, Нидерланды                   | Трава    | Карина Габшудова | Гелена Вилдова Ева Мелихарова      | 3-6, 6-76      |
| Поражение | 6.  | 14 июля 1997    | Палермо (3)                            | Грунт    | Мерседес Пас     | Сильвия Фарина Барбара Шетт        | 6-2, 1-6, 4-6  |
| Поражение | 7.  | 17 ноября 1997  | Паттайя, Таиланд                       | Хард     | Доминик ван Рост | Кристин Канс Корина Морариу        | 3-6, 4-6       |
| Победа    | 6.  | 18 мая 1998     | Мадрид, Испания                        | Грунт    | Доминик ван Рост | Рейчел Маккуиллан Николь Пратт     | 6-3, 6-1       |
| Поражение | 8.  | 3 августа 1998  | Стамбул, Турция                        | Хард     | Оса Карлссон     | Майке Бабель Лоранс Куртуа         | 0-6, 2-6       |
| Поражение | 9.  | 4 октября 1999  | Открытый чемпионат Бразилии, Сан-Паулу | Грунт    | Жанетта Гусарова | Лаура Монтальво Паола Суарес       | 7-61, 5-7, 5-7 |
| Поражение | 10. | 14 февраля 2000 | Открытый чемпионат Бразилии (2)        | Грунт    | Жанетта Гусарова | Лаура Монтальво Паола Суарес       | 7-5, 4-6, 3-6  |
| Победа    | 7.  | 22 мая 2000     | Страсбург, Франция                     | Грунт    | Соня Джейясилан  | Мария-Алехандра Венто Ким Грант    | 6-4, 6-3       |